# مانويل إغناثيو غيرا
مانويل إغناثيو غيرا (بالإسبانية: Manuel Ignacio Guerra)‏ هو لاعب كرة قدم مكسيكي، ولد في 4 سبتمبر 1993.

## روابط خارجية
- مانويل إغناثيو غيرا على موقع قاعدة بيانات كرة القدم.إي يو (الإنجليزية)
- مانويل إغناثيو غيرا على موقع Soccerway.com (الإنجليزية)